# Константин IX Мономах
Константин IX Мономах (грч. Κωνσταντίνος Θ΄ Μονομάχος; 1000—11.01. 1055) је био византијски цар (1042—1055) и трећи муж царице Зоје, ћерке Константина VIII (савладар 976 — 1025, цар 1025—1028). Током његове владавине дошло је до неке врсте културне ренесансе под Пселом, Лихудом и Ксифилином, али је зато војно растројство почело јасно да се исказује, поразом од Стефана Војислава у Барској бици после које је Дукља стекла независност. Припадао је цивилном племству, једној од сукобљених страна у Византији током XI века.

## Долазак на власт
После свргавања Михајла V (1041—1042) власт прелази на остареле ћерке Константина VIII царицу Зоју и монахињу Теодору. Међутим њих две нису имале способности за владање државом, а поред свега је међу њима владала велика нетрпељивост због чега је врло брзо постало јасно да њих две неће бити у стању да воде државу због чега је шездесетчетворогодишња царица Зоја 11. 06. 1042. године ступила у свој трећи брак, а њен нови муж и цар постао је сенатор Константин Мономах, представник цивилног племства, док су ћерке Константина VIII званично биле његове савладарке добивши одрешене руке за трошење државног новца ради сопственог задовољства.

## Владавина (1042 — 1055.)
Константин IX није придавао велики значај државним пословима, а на самом двору је почела нека врста културне ренесансе. После дуге владавине царева окренутих војним походима (Нићифор II Фока (963—969), Јован I Цимискије (969—976), Василије II Бугароубица), сада је на престолу седео цар који је придавао већи значај култури, него ратовању. Најближи Константинови саветници били су:
- Константин Лихуд, први министар
- Јован Ксифилин, правник
- Михајло Псел, филозоф и оратор

Овај културни препород осетио се већ 1045. године када је у Цариграду основана висока школа коју су чинили:
- правни факултет, на чијем се челу налазио Ксифилин са титулом "чувар права" или на грчком номофилакс
- филозофски факултет, на чијем се челу налазио Псел са титулом "конзул (ипат) филозофа"

Услед сталног попуштања пред захтевима племства за смањењем и укидањем пореза, царска благајна је остала без доброг дела прихода, због чега се почиње са давањем у закуп скупљања пореза. На тај начин су закупци скупљали порез у одређеној области у име државе којој су на име пореза морали исплаћивати одређену суму, без обзира на то колико би сакупили, а за себе су могли да задрже остатак. То је довело до додатног оптерећења становништва, од чега држава није имала финансијску корист, већ су се тим систем богатили искључиво закупци, док је државна благајна наставила да се сиромаши. Додатно оптерећење за буџет представља и систематско запостављање стајаће војске из политичких разлога, што је Византију приморавало да се ослони на најамничке трупе које су биле много скупље од домаћих стајаћих трупа. Директна последица пражњења државне благајне био је почетак додавања других метала злату приликом ковања чувених византијских златника који вековима није губио своју вредност и значај у свету, што је додатно ослабило византијску економију. Међутим у Мономахово време се по први пут јавља систем пронија које су даване за заслуге на управу племићима до њихове смрти, које ће одиграти значајну улогу у Византији и њеним војним снагама.
На почетку своје владавине Константин је покушао да поврати контролу над Дукљом, која се 1038. године под вођством Стефана Војислава ослободила византијске власти. Против српске државе послат је у јесен 1042. године стратег драчке теме са око 60.000 војника са југа, а византијским вазалима жупану Рашке, бану Босне и кнезу Захумља Љутовиду је наређено да са севера и истока ударе на Војислава. Међутим Војислав је вештим маневрима успео да до ногу потуче византијску војску у Барској бици. Процењује се да је том приликом страдало око 40.000 војника, међу којима су била и седморица стратега. После ове победе су владари других српских области признали Војиславову врховну власт, чиме Византија не да није успела да поврати Дукљу, већ је и трајно остала без Захумља, Босне и Рашке.
Последњи успех бриљантне војне владавине Василија II одиграо се 1045. године када је остатак краљевине Јерменије са седиштем у Анију предат Мономаху после смрти Јована Смбата (1020—1045) према уговору који је Смбат закључио са Василијем, чиме је окончана његова инвазија на краљевину Јерменију после смрти Гагика I (990—1020).
Сукоб између патријарха Рима и Цариграда кулминирао је 1054. године када је представник Лава IX кардинал Хумберт од Силва Кандиде 16. јула у цркви Божанске Мудрости бацио анатему на Михајла Керуларија и његове присталице. Непосредно после тога је на сабору који је предводио Керуларије бачена анатема на Лава IX и његове присталице чиме је дошло до расцепа хришћанске цркве на две засебне сфере:
- источну тј. православну
- западну тј. римокатоличку

Константин Мономах умире 11. 09. 1055. године, а власт прелази на сестру његове покојне супруге Зоје и последњег представника македонске династије Теодору.

### Особине
Његови савременици су поредили Константина по лепоти са Ахилом and Нирејом. Михаило Псел га описује: 
Чудо лепоте које је Природа створила у лику овог човека, сразмерних пропорција, извајаног у хармонији, да нема никога у нашем добу да се може поредити са њим.
Псел је даље описивао: 
симетрију царевог тела, савршене аналогије, риђу косу која је сијала као зраци Сунца, бело тело које је изгледало као чист и прозиран кристал.
Лице му је било изванредно лепо: имао је белу кожу, танке црте, диван осмех, неко зрачење љупкости које се простирало по целој његовој појави. Особито сразмеран, имао је господски и лепо скројен стас, фине и лепе руке. Ипак се под том мало мекушном спољашњошћу крила необична јачина. Вичан свима телесним вежбањима, леп јахач, изврстан тркач, снажан борац, Константин је у себи сакривао читаве резерве снаге. Они којима би из забаве стегао руку, осећали би то по неколико дана, и није било предмета тако тврдог да се не би сломио под напором његових нежних и лепо негованих руку.
То је био један велики заводник. Уз то је био необично привлачан човек. Глас му је био пријатан, и лепо је говорио. Од природе љубазан, био је увек весео, увек насмејан, увек расположен да се забавља и да забавља друге. То је био поглавито добар човек, нимало охол, нимало сујетан, без извештачености и без злобе, увек готов да свима учини задовољство. Имао је и других особина. Мада би доста нагло плануо, тако да би му при најмањем узбуђењу крв јурнула у лице, он је био успео да се потпуно савлада; и увек господар од себе, он се показивао правичан, човечан, предусретљив, опраштајући чак и онима који су склапали завере против њега. Пселос каже:
Никада нисам видео симпатичније душе. Био је издашан до расипања, и радо је говорио, скоро као Тит, да кад не би учинио какву дарежљивост или какво човечно дело, изгубио би дан.
У истини, његова милост се каткад, граничила са слабошћу: да би учинио задовољство спојим љубимцима, дешавало му се да непромишљено раздели највиша места у држави. Његова племенитост ишла је често до разбацивања, толико је волео да око себе види срећне људе и задовољна лица. Он није умео ништа да одбије, ни својој жени, ни својим милосницама, увек отворене руке, увек расположен за забаву, и радо је изјављивао да је дужност свакога верног поданика да учествује у дворским забавама.
Иако не одвећ учен човек, Константин је био интелигентан; имао је жив дух, уживао је у друштву књижевно образованих људи. Примао је научнике као Константина Ликудиса, Ксифилина, Јована Мауропуса, Пселоса; по њиховом савету, он опет отвори цариградски Университет, и у њему створи школу права, да би осигурао довољан број снага за државну администрацију. Он учини и више. Уместо да дели места према рођењу кандидата, он је хтео да их даје према заслузи; и да би остварио ту реформу, он сам повери власт својим пријатељима књижевницима. Ликудис је био први министар, Пселос велики коморник и државни секретар, Ксифилин чувар печата, Мауропус лични секретар. Због свега тога, Константин је постао врло популаран. И најпосле, он је био храбар. Може бити да је, у ствари, та врлина код њега нарочито произлазила из његове мало фаталистичке равнодушности, коју је он радо исповедао и која га је навела да чак ни ноћу не поставља стражу пред вратима својих соба. Али, ма какво да јој је порекло, та је храброст била стварна, и испољила се у много прилика. И ако се укупно узме у обзир да је под владом Константина Мономаха византијска царевина, више пута победилац и уопште мирна, сачувала у свету сав свој дотадашњи углед, можда ће се из тога закључити да тај цар није у ствари био тако рђав владар као што су доцније говорили његови опадачи.
На несрећу, озбиљне мане квариле су те неоспорне врлине. Мономах је волео уживања, жене, лак и раскошан живот. Поставши цар срећним случајем, он је у највишој власти видео нарочито средство да задовољи своје прохтеве. Пселос лепо каже:
Спасавши се јаке буре, он је изишао на срећне обале и у мирно пристаниште царства, и није се бринуо да ли ће опет бити избачен на пучину.
Зато је он мало водио рачуна о државним пословима, остављајући ту бригу својим министрима. Престо је за њега био, по речима Пселосовим, само „одмор од његовога умора и задовољење жеља“. Као што је рекао један савремени историчар, „после владе жена, дошла је влада човека који је хтео да живи и да ужива“.
Врло заљубљиве природе, Константин је увек волео љубавне заплете, и имао их је, пре доласка на престо, неколико доста познатих. Два пута ожењен, и оставши два пута удовац, он се био утешио заволевши једну девојку, нећаку његове друге жене, и која је била из чувене породице Склероса. Она се звала Склерена; била је лепа, паметна; Пселос, који ју је познавао, описује је као необично допадљиву: „Није била, каже он, беспрекорне лепоте; али се допадала својим разговором без имало злобе или оговарања. Таква је била благост и љубазност њеног карактера да би могла разнежити стене. Имала је јединствен глас, звучан и готово ораторски говор; на њеном језику било је неке природне дражи, и кад је говорила, од ње је провејавала неисказана љупкост. Волела је, додаје књижевник, да ме пита о јелинским митовима, и у свој разговор мешала је оно што је била научила од научника. Имала је, у степену који никад ниједна жена није достигла, дар да уме слушати.
Као Пселосу, она се допадала свима. Први пут кад се показала у царској свити, један дворанин који је имао духа и књижевног образовања, поздрави је нежним и лепим ласкавим речима, наводећи две прве речи из дивних стихова Омерових, кад тројански старци, седећи на зидовима, кажу, видећи где пролази зрачна лепота Јеленина:
Не, није за покуду што Тројанци и Грци подносе толике невоље за једну тако лепу жену.
Алузија је била фина и ласкава; сви присутни су је схватили и одобравали је. И зар то није доказ колико је чудно била утанчана култура тога византијског друштва XI века, које нам се по извесним цртама чини тако варварско, а које нам ова анегдота показује као тако пуно великих успомена на класичну Грчку, тако способно за префињено схватање, за књижевни укус, за љупке и нежне мисли.

### Спољашња политика
Једно од првих дела новога цара беше казнена експедиција против Зете. Драчки заповедник, патриције Михајло, доби заповед да покори Зету. Дукљанска Хроника има вест, да је цар послао посебне људе са доста злата и сребра, да покрене против Зећана рашког жупана, босанског бана и захумског кнеза. Ако би та вест била тачна, онда би то значило да те земље нису у то време биле у потпуној грчкој власти, него да су домаћи владаоци, можда под номиналном грчком врховном влашћу, имали извесна автономна права, или су их можда сами себи проширили услед метежа у Царевини, изазваних Дељановим и Зетским устанком. Ти су се владари одазвали позиву, послали своје чете у помоћ и поверили их Љутовиду, хумском кнезу, као врховном заповеднику у том походу. Он, доиста, крену против Зете с требињског подручја, а Грци са великом војском (говори се о 60.000 људи) навалише од Скадра и Бара. Зећани се повукоше у кланце црмничке нахије. Грци су опленили богате долине приморске Зете, и не хтедоше да иду дубље у планине. На повратку наиђоше све кланце око Сутормана поседнуте од Зећана. По причању Грка Кедрена, Срби су осули на Византинце камење и стене и стреле са својих висина, а ови су, не могући да употребе своје оружје, гледали само да изнесу живу главу. Настрадоше ужасно. Као вихор, јурнуше Зећанци за преплашеном гомилом, која је, по грчком извештају, изгубила 7 заповедника и на 40.000 људи, и гонише их све до реке Дрима.
Победивши тако Грке, Војислав се обрте према Љутовиду. Изабра 50 од заробљених Грка, па их, онако заплашене и рањаве, посла пред собом Хумљанима, да испричају грчку погибију. Љутовид је, међутим, неактиван чекао код Клобука. Кад је Војислављев син Гојислав стигао са зетском војском пред Клобук, није му било тешко да разбије савезничку војску. Сам је Љутовид био рањен на мегдану са Гојиславом и двојицом његових људи. Зетски успех био је, према том, потпун на обе стране. Границе Војислављеве државе допреше, по Дукљанину, све до Војуше на истоку, а читава требињска област (с Конављем) на западу, заједно с неким деловима приморског Хума (до Стона) дође под његову власт. Ова је победа била извојевана крајем 1042. године.
После овог пораза Византија није предузимала ништа против Зете. Задржале су је, вероватно, у први мах опасне навале Руса, који стигоше до под саму престоницу (1043. год.) и заплети с Норманима, који почеше систематски потискивати Грке из јужне Италије. На сам Балкан све чешће упадаху гомиле Печенега. Византија је на муци с њима. Једне мити, друге шаље у војску, у Малу Азију, а треће, по предлогу намесника у Бугарској, насељава у подручју између Ниша, Софије и Скопља. Грамжљиви, насртљиви, непоуздани, они постају напаст Царевине; њихови походи, пљачкашки и разбојнички, допиру понекад до самог Цариграда. Војислав је, због свега овога, у далекој Зети био остављен на миру. Једино је дубровачки грчки стратег Катакалон намеравао једну превару у стилу оних, какве су изведене против Ивца и Сермона. Он се понудио Војиславу да му буде крштени кум једном новорођеном сину. Војислав је, лукав и опрезан, тобоже пристао и уговорио састанак у једном пристаништу. Катакалон је стигао са ратним лађама, али кад је ступио на сухо, искочише из заседе Војислављеви људи, те га с пратњом ухватише и оковаше. Срби на то освојише и ратне лађе, те на њима одведоше Катакалона као сужња у Стон. Војислав је умро у Прапратни, у својој престоници, и сахрањен је у цркви Св. Андрије.

### Побуне за владавине Константина IX
Велики успеси Георгија Манијакиса подигли су његову популарност како у војсци, тако и у народу због чега се у Цариграду јавило подозрење у његове намере. Подстакнут тим дворским сплеткама Мономах га је опозвао, наредивши му да се врати у Цариград и докаже да не кује заверу да преузме власт. Можда Манијакис није планирао да преузме власт, али му је било веома јасно да неће цара успети да у то увери због чега прихвата борбу и 1043. године бива проглашен за цара и са својим снагам се повлачи са Сицилије и преко Драча се упућује ка Солуну и Цариграду. Деловало је да ће доћи до промене власти у Византији пошто није било много људи који су се могли војнички супротставити Манијакисовом вођењу и његовим прекаљеним војницима, али је Георгије током похода погинуо од стреле у већ добијеној бици, што је довело до слома побуне.
Неколико година после слома Манијакисове побуне долази до новог устанка у северозападној Тракији на чијем се челу нашао Лав Торникис. Захваљујући великом незадовољству које је владало како у војним круговима, тако и међу становништвом побуна се брзо проширила и Цариград се 1047. године нашао под опсадом. Међутим Торникисова неодлучност да крене у завршни јуриш на цариградске бедеме, сломила је побуну која се након тога распала.

### Константин у вези са Склереном
У почетку своје везе са Склереном, Константин Мономах радо би се био оженио њоме. Али грчка Црква била је, као што се зна, врло строга спрам трећег брака, нарочито кад су они који хоће да га закључе били приватне личности; Константин није смео пркосити тој забрани. Он је дакле живео са својом милосницом, и то је била велика страст његовога живота. Двоје љубавника нису могли бити једно без другог; чак их ни несрећа није могла раздвојити. Кад је Мономах био прогнан, Склерена оде за њим на Лезбос, ставивши му све своје имање на расположење, тешећи га у невољи, храбрећи га кад клоне духом, дајући му наде на лепшу будућност, уверавајући га да ће једнога дана бити цар, и да ће их тога дана законити брак сјединити занавек. С њиме, без жаљења и не малаксавајући, отмена млада жена проведе седам година на томе удаљеном острву, и наравно, кад је срећа довела Константина на престо, он није заборавио ону која га је толико волела.
И у наручју Зојином он је мислио на Склерену. Он је тако вешто удесио да му је и поред познате љубоморе царичине, поред мудрих савета његових пријатеља и његове сестре Еупрепије, пошло за руком да доведе своју милосницу у Цариград. Од првог вечера његове женидбе, он је говорио са Зое о њој, уосталом са вештом смотреношћу, и као о особи с којом треба лепо поступати, због њене породице; ускоро је успео код своје жене да она пише Склерени и да је зове у двор, уверавајући је у своју благонаклоност. Млада жена која је сумњала да је василиса много воли, била је само упола умирена због онога што је посланица крила, али је обожавала Константина; она се врати. Цар је одмах наредио да се за љубимицу подигне једна величанствена палата; и свакога дана, под изговором да иде да надгледа како напредује грађевина, проводио је по неколико часова са Склереном. Људи из царске свите, којима су за време тих посета изобиља давали да једу и пију, и дворани, кад би, у току званичних церемонија, познали по досадном изгледу владаревом како би желео да оде својој пријатељици, домишљали су се ко ће боље да му пронађе начина како ће измаћи и отићи својој драгој.
Ускоро је веза била јавна. Цар је Склерени дао кућу и гарду; он ју је обасипао богатим поклонима: тако јој је послао један огроман бронзани пехар, украшен дивним резбаријама и пун накита; и свакога дана појавио би се какав нов поклон, за који је он испражњавао ризнице. Најпосле се почео спрам ње понашати као спрам признате и законите супруге. Она је у двору имала своје одељење, где је Константин слободно улазио у свако доба, и добила је титулу севасте, која јој је давала место одмах иза двеју царица.
Супротно ономе што су сви очекивали, Зое је примила ствар са много филозофије, Пселос, веома непристојно, каже:
Она је била у годинама, кад жена више није много осетљива за такве патње.
Она је старила, и старећи много се мењала, Није више волела кићење, није више била љубоморна, пред крај живота постала је побожна. Сад је проводила по читаве часове клечећи пред иконама, грлећи их, говорећи им, зовући их најнежнијим именима; и, обливена сузама, ваљала се пред иконама у наступу мистичне страсти, дајући Богу остатке оне љубави коју је тако издашно делила другима. Она је дакле без муке пристала на најчудније уступке. Константину је вратила његову слободу, овластила га да прекине сваку ближу везу с њом, и један званичан акт, који су назвали „уговор о пријатељству“, буде ради тога потписан између мужа и жене и по правилу протоколисан царским Сенатом. Склерена је имала свој положај на двору; она се појављивала у званичним поворкама; звали су је именом владарке и василисе. Зое је гледала све то очарана, насмејана; она је срдачно грлила своју супарницу, и, између своје две жене, Константин Мономах био је срећан. Чак су пронашли, да би им било згодније, један диван распоред. Царска одељења била су подељена на три дела. Цар је себи задржао средину; Зое и Склерена заузимале су једна десно а друга лево одељење. И једним прећутним уговором, Зое више није улазила код цара, осим кад Склерена није била код њега, и кад је знала да ће га наћи самог. И та пажљива комбинација изгледала је свима чудо од оштроумности.
Једино је народ престонице схватио мање лепо ту чудновату заједницу. Једнога дана кад је Константин ишао у цркву Светих Апостола, један глас викну из гомиле, у тренутку кад је цар излазио из двора:
Нећемо Склерену за царицу! Нећемо да се због ње убијају наше мајке Зоја и Теодора!
Маса се придружи, створи се гужва, и да није било посредовања две порфирородне старице, које се показаше на балкону царске палате и умирише светину, Мономах би лако могао изгубити живот у том догађају.
До дана њене смрти, Константин остаде веран Склерени. Кад је једна изненадна болест однесе, он је био неутешан због тога губитка. Плачући као дете, он је разметљиво излагао свој бол; приредио је својој драгој величанствен погреб, наредио је да се сазида раскошна гробница. Затим, како је био човек, потражио је друге милоснице. Најзад, после неколико пролазних љубави, он се занесе за једном малом принцезом из Аланије, која је живела као талац на византијском двору. Опа, изгледа, није била много лепа, али је имала, по нахођењу Пселосовом, две дивне ствари., врло белу кожу, и јединствене очи. Од дана кад је опазио ту младу варварку, он због ње остави све своје друге љубави, и његова страст оде тако далеко да, кад Зое умре, он озбиљно поче помишљати, пошто ју је јавно прогласио за своју милосницу, да се њоме законски ожени. Ипак, није смео дотле ићи, из страха од црквене анатеме и, исто тако, бојећи се прекора своје строге свастике Теодоре. Али бар је дао својој љубимици титулу севасте, исту коју је некад подарио и Склерени; он је окружи свом царском раскоши и сјајем, и обасу је накитом и златом. И мала Черкескиња, са главом и грудима покривеним златом, златним змијама око мишица, тешким бисером у ушима, појасом од злата и драгог камења који је стезао њен танак струк, виђала се како председава као права харемска лепотица, свима дворским свечаностима. За њу, за родбину која је сваке године долазила из далеке Аланије да је посети, цар је испразнио што је остало новаца у ризницама, и сваком ко би наишао он је њу представљао као своју жену и закониту царицу. Она ће уосталом доцније чудновато ожалостити последње дане цара тако лудо заљубљеног у њене лепе очи.
Тако је, око средине XI века, под владом Константина Мономаха и Зое, византијски двор заиста давао занимљиву и доста чудновату слику.

### Последње године
Водећи живот какав је волео, цар се био брзо истрошио. То више није био некадашњи лепи Мономах, тако отмен, тако снажан. Сад је патио од стомака, а нарочито од подагре. Напади су били тако јаки, да његове унакажене и криве руке нису више могле држати предмете, да његове болне и надувене ноге нису хтеле више да га држе. Понекад, кад је имао примања, био је неспособан да устане; тада би примао опружен на постељи; али би му и лежећи став убрзо постао несношљив, и слуге су га непрестано морале премештати с једне стране на другу. Често му је било тешко чак и да говори. Али он је нарочито изгледао жалосно кад се требало појавити у каквој званичној поворци. Њега су морали подићи на коња, и он је полазио са два јака служитеља са стране, који су му одржавали равнотежу; целим путем којим је требало да прође, брижљиво су уклањали камење, да би га поштедели наглих и сувише јаких покрета, и василеус је тако одлазио, измучена лица, задувана дисања, пуштајући да се опусте узде, које више није могао узети у руке. Треба додати у похвалу Константинову, да је своју болест сносио храбро, увек насмејана лица, увек веселе нарави. Говорио је шалећи се, да му је Бог сигурно послао ту болест да заузда његове сувише ватрене страсти, и забављао се филозофирајући о својим патњама. Уосталом чим би му било боље, није се лишавао ни уживања ни милосница.
Поред владара живеле су две порфирородне старе, које су с годинама биле постале мало настране. Зое, проводећи време у прављењу мириса, затварајући се лети као и зими у прегрејане собе, и не напуштајући свој омиљени посао осим да пали тамњан пред својим драгим иконама и да их пита о будућности; Теодора, непрестано бројећи новац нагомилан по њеним сандуцима, и не интересујући се готово низашта друго, сва претворена у чистоту и побожност. Око њих су се кретале званичне милоснице, Склерена, мала принцеза из Аланије и друге, дворани, љубимци, често људи доста нискога порекла, за којима би се цар залудео, и које је тада уздизао до највиших положаја у Држави. И сав тај свет се претерано забављао и трудио се да забавља цара.
Константин је заиста волео да се смеје. Кад су хтели да говоре о неком озбиљном послу, најбољи начин, једини, да се привуче његова пажња, било је казати му прво какву добру шалу. Озбиљно лице га је плашило; каква дворска будала одмах би освојила његову наклоност. У ствари, што га је нарочито разонођавало биле су масне шале, гломазне лакрдије, луцкасте измишљотине. Музика, песма, игра биле су му досадне; он је хтео забаве друге врсте, и често доста сумњива укуса. Пселос нам је сачувао неколико примера тих шала, и треба признати да, ако су изгледале смешне у XI веку, оне нам изгледају данас више безначајне. Тако је царево велико задовољство било да чује неког како муца, како се кида у узалудним напорима да јасно изговори речи, и прича се да је један дворанин имао великог успеха на двору симулирајући потпуну безгласност, која се мало помало губила у нејасним звуцима и у жалосном муцању. Он је тим лепим даром у толикој мери одушевљавао Константина, да постаде званични љубимац владаочев, и отада су га видели како слободно улази у свако доба код цара, стеже му руке и љуби га у уста, седа: смејући се на постељу поред њега, и каткад чак, усред ноћи, иде да га пробуди, да му исприча какву причу више или мање смешну, а у главном да му том приликом извуче какву милост или какав поклон.
Имајући свуда слободан улазак, дворска будала је улазио чак и у царски гинекеј, и веселио је двор причама које је тамо причао. Измишљао је приче и о самој чедној Теодори, тврдећи да је она имала деце, дајући хиљаду смешних појединости о том догађају и завршавао је показујући мимиком тобожње порођаје принцезине, подражавајући јечање породиље, вречање новорођенчета, стављајући у уста старе и исправне владарке свакојаке смешне и слободне говоре. И сви су се зацењивали од смеха, па и сама Теодора, и наш је човек био љубимац гинекеја. Једино озбиљним људима то је падало мало тешко, али, као добри дворани, чинили су што и други. Пселос је рекао са неком горчином:
Ми смо се морали смејати, када би пре било место за плакање.
Сигуран у општу наклоност, тај чудни љубимац уради још нешто боље. Он се загреја за младу принцезу из Аланије, и како је био забаван, имао је, изгледа, доста успеха код мале варварке. Опијен тим успехом, и уосталом врло озбиљно заљубљен у лепотицу, он онда дође на мисао, у једном заносу љубоморе, да убије цара свога супарника и да заузме његово место. Нађоше га једно вече, са мачем у руци, на вратима спаваће собе Мономахове. Одмах га затворише, и сутрадан, под председништвом василеуса, скупи се суд да му суди. Али ово је најлепше у целом догађају. Кад је Константин видео свога драгог пријатеља окованог ланцима, његова милостива слабост узбуди се на тај призор, и очи му се напунише сузама и рече:
Ама одрешите ми овога човека, узвикну он, тешко ми је кад га видим таквог.
Затим запита благо кривца шта га је управо навело на његов злочин. Овај објасни да је то била прекомерна жеља да метне на себе царске украсе и да седне на престо василеуса. На ту изјаву, Константин прсну у смех и одмах нареди да се задовољи ћуд тога човека. Затим, окренувши се своме љубимцу рече му:
Сад ћу ти метнути круну на главу, обући ћу ти пурпурну хаљину. Врати ми само, молим те, твоје обично лице и твој љубазан свакодневни израз.

### Самостална владавина и смрт
Године 1050. Зое Порфирогенита, стара седамдесет и две године, завршила је свој дуги и бурни живот. Константин Мономах, њен муж, који ју је, као што се видело, још од пре осам година занемарио, сматрао је за дужност кад ју је изгубио, да је савесно оплаче. Он је учинио још више: хтео је да је уврсти у ред светитељки, и трудио се да пронађе свакојака чуда која су се десила на њеном гробу, да би свима доказао да је њена душа међу анђелима. То је било сувише части за ту стару жену, чулну и страсну, која је тако жалосно узбунила варош и двор својим саблажњивим удајама и својим љубавима. Зато Мономах није одвише наваљивао с покушајем да је огласи за светитељку: он се брзо утешио, као што се зна, и у смрти Зојиној нашао је нарочито згодну прилику да озваничи своју најновију љубимицу.
После смрти Војислава, владара Дукље, према причањима Дукљанске Хронике, покушало је становништво требињске области, под водством неког Доманца, да се ослободи зетске врховне власти. Наследник Војислављев, Михајло, имао је доста муке док је савладао устанике, захваљујући за коначни успех свом, у борбама с Грцима већ опробаном, брату Радославу. Са Византијом Михајло нема уопште никаквих сукоба. Он је, негде око 1052. год., ушао у интимније везе с Грцима и добио је титулу њихова протоспатера, а има вести и да се оженио једном грчком принцезом. Шта је Михајла определило да се приближи Византији није поближе познато; односи у суседству, колико се данас зна, нису по њега били много опасни. Он је био задовољан, као и отац му Војислав последњих година, да њега Византија остави на миру, да би могао средити своје односе у Зети и са суседима.
И он сам је уосталом умро мало година после тога, 11. јануара 1055., у манастиру Светог Ђорђа Манганског, који је он основао, и где се био повукао крајем свога живота. Тада, последњи пут, Теодора, Зоина сестра, излази на позорницу. Од треће удаје Зоине, Теодора је живела на двору, по имену делећи престо с њоме, а у ствари играјући сасвим споредну улогу. Највише ако је имала нешто утицаја после смрти; царичине, и њен зет Мономах изгледа да се помало бојао испада старе госпе. Међутим, тај последњи потомак династије македонске изгледао је да тако мало значи, да је Мономах, не водећи рачуна о неоспорним правима које је она имала на царевину, помишљао да назначи другог наследника престола. Тада се, још једаред, у жилама Теодориним пробудила ватрена крв и поносита енергија великих царева, њених предака. Одлучно, док се Мономах борио с душом, она предузе управљање Великом Палатом, користећи се правима свога рођења и угледом који су јој у народу давале патње њеног дугог живота. Гардиски пукови изјаснише се за њу; Сенат је ишао за војском. Са својих седамдесет година, стара принцеза дочепа власт чврстом руком.